# Anastazy Trapszo
Anastazy Trapszo (ur. 2 maja 1832 w Zamościu, zm. 11 lipca 1898 w Krakowie) – polski aktor teatralny, reżyser, dyrektor teatrów prowincjonalnych w Galicji.
W roku 1853 ukończył w Warszawie gimnazjum realne i został nauczycielem matematyki w Pińczowie, potem w Warszawie.

## Początki artystyczne
W 1854 wstąpił do warszawskiej Szkoły Dramatycznej; był uczniem J.T.S. Jasińskiego. Debiutował we Lwowie 31 października 1856 jako Stanisław („Hrabia na Walorach”); w lecie 1857 był kierownikiem zespołu lwów. podczas wyjazdu do Brodów i Przemyśla. Na sezonie 1857/58 zaangażował się do zespołu Tomasza A. Chełchowskiego i Pawła Ratajewicza w Lublinie. 13 kwietnia 1858 debiutował w Warszawskich Teatrach Rządowych w roli Bernarda (Mauprat); zaangażowany do zespołu dramatu, pracował tu do 1866. W 1861 i 1862 brał udział w Warszawie w konspiracji; w 1863 aresztowany przez władze carskie, został zwolniony dzięki staraniom aktora – Alojzego Żółkowskiego.

## Projekt reformy teatrów prowincjonalnych
W 1864 opracował szczegółowy projekt założenia teatru ludowego, zatwierdzony w 1865 przez Radę Administracyjną pod przewodnictwem namiestnika Fiodora Berga. Wskutek nieporozumień między Bergiem i dyrektorem Komisji Spraw Wewnętrznych księciem Czerkaskim, projekt ten nie był jednak zrealizowany, podobnie jak i przygotowany przez Trapszę plan reorganizacji zespołów prowincjonalnych w zaborze rosyjskim (obejmował on m.in. współpracę dyrekcji w zakresie repertuaru i uzgadniania tras objazdu, poddanie zespołów pod opiekę WTR, wprowadzenie nadzoru artystycznego i utworzenie w Lublinie szkoły dramatycznej dla teatrów prowincjonalnych. Czynny przez cały czas jako aktor, dawał również lekcje deklamacji i gry aktorskiej. W 1865 wykładał deklamację w warszawskim Instytucie Muzycznym. Od 16 do 27 marca 1866 występował gościnnie w zespole Ratajewicza w Lublinie, a 14 maja 1866 w teatrze krakowskim w roli Cześnika (Zemsta).

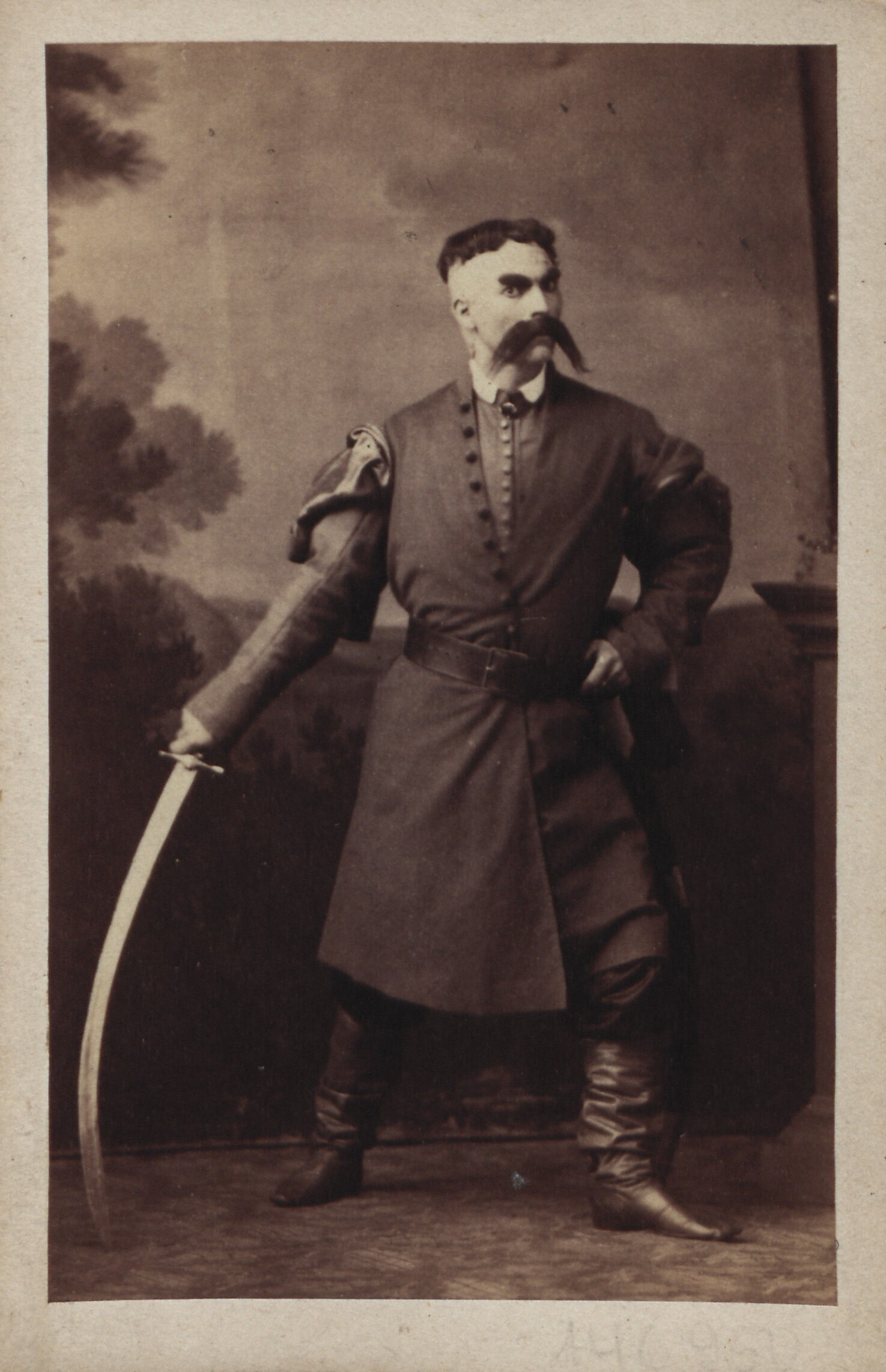
Anastazy Trapszo w kreacji scenicznej (ok. 1860)

Ożywiony pragnieniem udoskonalenia teatrów prowincjonalnych, Trapszo po niepowodzeniu szerszej reformy usiłował we własnym zespole zrealizować swoje plany, zarówno podczas wędrówek po kraju, jak i w czasie występów w warszawskich teatrach ogródkowych. Prezentował w Warszawie ambitny repertuar prześcigający nieraz teatry rządowe. Wyprzedzał je w inscenizacjach współczesnego repertuaru francuskiego i polskiego, próbował grać arcydzieła (Kupiec wenecki, Hamlet, Faust, Don Juan). Wprowadził stałe gaże dla swoich aktorów. Zamiłowany pedagog. Spod jego opieki wyszło wielu znakomitych aktorów, m.in. Bolesław Leszczyński, Maria Morozowicz-Szczepkowska, Edmund Rygier, Jan Kazimierz Tatarkiewicz, Ludwik Solski, Józef Śliwicki, Maksymilian Węgrzyn, Helena Marcello, Adolfina Zimajer, Marceli, Stanisław, Irena Trapszo-Chodowiecka i Tekla Trapszo.
W latach 1866–1889 prowadził teatry prowincjonalne na obszarze wszystkich trzech zaborów.

## Ostatnie lata
W 1889 został ponownie zaangażowany do zespołu dramatu WTR. W 1892 wziął urlop zdrowotny i przeniósł się do Lwowa, gdzie grał i reżyserował w sezonie 1892/93. Od początku 1894 do końca życia był aktorem teatru krakowskiego. W Krakowie 29 października 1896 obchodził jubileusz czterdziestolecia pracy grając rolę Montricharda (Walka kobiet).
Po jego śmierci ogłoszono opracowany przez niego Podręcznik sztuki dramatycznej dla artystów i amatorów (Kraków 1899). W rękopisie natomiast pozostała jego Autobiografia.

## Życie prywatne
Był przedostatnim z dziesięciorga dzieci Franciszka Ksawerego Trapszy (1783-1857), weterana wojen napoleońskich i urzędnika wojskowego w Kongresówce, oraz Domiceli z Kwasiborskich (1795-1852).
Był dwukrotnie żonaty: najpierw z Anną Eugenią z Ćwiklińskich 1 v. Gustaw, która w młodości występowała w przedstawieniach amatorskich, a potem pomagała mężowi w kierowaniu zespołem, później z Natalią z Karasińskich, i stał się założycielem jednej z bardziej znanych rodzin aktorskich. Jego dziećmi byli: Marceli Trapszo (1858–1921) (żoną Marcelego była aktorka – Aleksandra z Ficzkowskich Trapszowa (1854–1909)), Stanisław Trapszo (1862–1896), Irena Trapszo-Chodowiecka (1868–1953) i Tekla Trapszo (1873–1944). Do rodziny aktorskiej Trapszów należeli ponadto: Felicja Trapszo (1902–1938), Mieczysława Trapszówna (1879–1972), znana jako Mieczysława Ćwiklińska, i Zofia Trapszowa.